# Курлиенко, Анна Акимовна
Анна Акимовна Курлиенко (1910 год, с. Ермоловка, Кокчетавский уезд, Акмолинская область, Российская империя — дата смерти не известна, с. Сарбан, Сокулукский район, Чуйская область) — доярка Фрунзенской экспериментальной фермы Киргизского научно-исследовательского института животноводства, Киргизская ССР. Герой Социалистического Труда (1950).

## Биография
Родилась в 1910 году в крестьянской семье в селе Ермоловка (сегодня — Зерендинский район Акмолинской области Казахстана).
С 1944 года трудилась дояркой Фрунзенской экспериментальной фермы Киргизского научно-исследовательского института животноводства.
В 1950 году надоила свыше 5000 килограмм молока от каждой фуражной коровы. Указом Президиума Верховного Совета СССР от 16 октября 1950 года удостоена звания Героя Социалистического Труда с вручением ордена Ленина и золотой медали «Серп и Молот».
После выхода на пенсию проживала в селе Сарбан Сокулукского района.